# Dzielnica X Swoszowice
Dzielnica X Swoszowice – dzielnica, jednostka pomocnicza gminy miejskiej Kraków.  Do 1990 r. wchodziła w skład dzielnicy Podgórze. Na terenie dzielnicy X znajdują m.in. osiedla domków jednorodzinnych np. Jugowice i Kliny. 26 września 2006, w ramach Dzielnicy X Swoszowice, została utworzona jednostka pomocnicza niższego rzędu – Osiedle Uzdrowisko Swoszowice. Przewodniczącym Rady i Zarządu Dzielnicy w IX kadencji 2023–2028 jest Tadeusz Murzyn.

## Siedziba zarządu
ul. Inicjatywy Lokalnej 5, 30-499 Kraków

## Demografia
| Rok  | Stan na koniec roku | Uwagi              |
| ---- | ------------------- | ------------------ |
| 2004 | 17.004              |                    |
| 2005 | 17.994              |                    |
| 2006 | 18.604              |                    |
| 2007 | 19.075              |                    |
| 2008 | b/d                 |                    |
| 2009 | 20.018              |                    |
| 2010 | b/d                 |                    |
| 2011 | 21.387              |                    |
| 2012 | 22.366              | stan na 21.02.2012 |
| 2013 | 22.549              | stan na 14.05.2013 |
| 2013 | 22.785              |                    |
| 2014 | 25.608              |                    |
| 2015 | 26.106              |                    |
| 2016 | 26.538              |                    |
| 2018 | 27.029              | stan na 06.01.2018 |
| 2018 | 27.493              |                    |
| 2019 | 28.176              |                    |
| 2020 | 28.893              |                    |
| 2021 | 29.087              |                    |
| 2022 | 28.956              |                    |
| 2023 | 29.011              |                    |

## Osiedla i zwyczajowe jednostki urbanistyczne
- Bania
- Barycz
- Jugowice
- Kliny Borkowskie
- Kosocice
- Lusina
- Łysa Góra
- Opatkowice
- Rajsko
- Siarczana Góra
- Soboniowice
- Swoszowice
- Wróblowice
- Zbydniowice

## Granice dzielnicy
- z Dzielnicą VIII graniczy na odcinku od skrzyżowania ul. Zawiłej z ul. Żywiecką na południowy zachód północno-zachodnią stroną ul. Zawiłej tj. południowo-zachodnią granicą obrębu 68 j.e. Podgórze do ul. Borkowskiej w poprzek ul. Zawiłej na południe południowo-zachodnią granicą działki 1/4(68P) do działki 5/2(68P) i na południowy zachód południowo-zachodnią granicą działki 5/2(68P) w poprzek ul. Borkowskiej dalej na południowy zachód południowo-zachodnią granicą działki 282/3(69P) dalej na południowy zachód wzdłuż południowo-wschodniej strony ul. Bartla, północno-wschodnimi granicami działek 186/26(69P), 186/25(69P), 96/97(69P), 96/111(69P), 96/371(69P) w poprzek ul. Krygowskiego, Korala, Babinicza, Ketlinga, Soroki i Wicherkiewicza, dalej północno-wschodnimi granicami działek 96/223(69P) i 96/222(69P) dalej na południowy zachód północno-zachodnimi granicami działek 281(69P) i 96/369(69P) dalej na południe zachodnimi granicami działek 96/369(69P) i 96/378(69P) dalej ostro na północny zachód północno-zachodnią granicą działki 308/4(86P) dalej na południe i południowy zachód południowo-zachodnią granicą działki 178(70P) na zachód południową granicą działki 111/14(70P) dalej skręca na południe zachodnimi granicami działek 58/5(70P), 58/4(70P), do autostrady i w poprzek autostrady na południe zachodnimi granicami działek 58/1(70P) i 58/2(70P). Dalej na południowy wschód południowo-zachodnimi granicami działek 73/24(86P), 73/26(86P), 61(86P), 318(86P), dalej na zachód północną stroną linii kolejowej tj. północną granicą działki 309/1(85P) do ul. Solówki wzdłuż ul. Solówki na południowy zachód do południowo-wschodniej granicy działki 64(85P) dalej na południowy zachód południowo-zachodnią stroną ul. Solówki tj. południowo-zachodnią granicą działki 312(85P), do ul. Petrażyckiego, dalej na wschód północną stroną ul. Petrażyckiego, tj. północną granicą działki 314(85P) i w poprzek ul. Petrażyckiego na południe (pomiędzy południowo-wschodnim narożnikiem działki 96/1(85P) a północno-wschodnim narożnikiem działki 167/8(85P) dalej na południowy zachód południowo-wschodnimi granicami działek: 167/8(85P), 167/9(85P), 167/10(85P), 167/7(85P), 166(85P), 165(85P), 164/4(85P), 163(85P) do granicy miasta.
- z Dzielnicą IX graniczy na odcinku od strony wschodniej, od południowo-wschodniego narożnika działki 17/5(90P) na południowy zachód południowo-zachodnią granicą działki 17/5(90P) do zachodniego wierzchołka działki 17/5(90P) następnie na północny zachód do południowo-wschodniego narożnika działki 19/1(90P) dalej na północny zachód południowo-zachodnimi granicami działek 19/1(90P), 19/2(90P), 15(66P) do linii kolejowej i w poprzek linii kolejowej południowo-zachodnią granicą działki 64/7(66P) wzdłuż linii kolejowej, po zachodniej stronie toru kolejowego w kierunku północno-wschodnim północno-zachodnią granicą działki 64/7(66P) do ul. Podmokłej, w poprzek ul. Podmokłej i na zachód północną stroną ul. Podmokłej, dalej północną stroną ul. Jugowickiej, północną granicą obrębu geodezyjnego 67 j.e. Podgórze do ul. Zakopiańskiej, w poprzek ul. Zakopiańskiej, na zachód północną stroną ul. Zawiłej północną granicą obrębu 68 j.e. Podgórze do ul. Żywieckiej tj. do granicy z Dzielnicą VIII Dębniki.
- z Dzielnicą XI graniczy na odcinku od strony wschodniej, od przecięcia granicy miasta z potokiem Malinówka w miejscu zejścia się granic pomiędzy obrębami geodezyjnymi 99 i 58 j.e. Podgórze (północno-wschodni narożnik działki 82/27(99P), na zachód do Węzła Łagiewnickiego im. Kard. Stefana Sapiehy południowym skrajem autostrady, południową stroną Węzła Łagiewnickiego im. Kard. S. Sapiehy na wschód, do przecięcia autostrady z rzeką Wilgą i granicy z Dzielnicą IX Łagiewniki-Borek Fałęcki